# Ruby City
Ruby City é uma cidade fantasma no condado de Elko, estado de Nevada, nos Estados Unidos.

## História
Ruby City foi uma cidade planificada/planejada com 75 famílias, fundada em 1912. Foi criada em promotores de terra originários do estado de Utah que tinham adquirido cerca de 20m2 e construiu 75 casas. Em 1915 já ali havia um hotel, duas escolas, um canal de água e uma igreja mórmon. Mas devido à falta de água e à falta de qualidade da terra, a cidade foi completamente abandonada em 1918 e tornou-se em cidade fantasma.